# バプテスト教会
バプテスト教会（バプテストきょうかい、英: Baptist Church）は、バプテスマ（浸礼での洗礼）を行う者の意味に由来しており、イングランド国教会の分離派思想から発生したキリスト教プロテスタントの一教派。日本語では「浸礼教会（しんれいきょうかい）」と称することもある。個人の良心の自由を大事にする。
バプテストは17世紀頃にイングランド（イギリス）で始まり、現在ではアメリカ合衆国に多く分布している。アメリカ合衆国の宗教人口はプロテスタントが最も多いが、その中で最も多いのがバプテストである。アメリカの保守派に属するバプテスト派、殊に南部バプテスト連盟は、アメリカ合衆国最大の非カトリック教派団体である。
バプテスト派は、アルミニウスの流れを汲む普遍救済主義を支持するジェネラル・バプテストと、ジャン・カルヴァン（カルヴィン）の流れを汲む予定説を支持するパティキュラー・バプテストとに分かれる。現在はパティキュラー・バプテストが数において優勢である。アメリカのジェネラル・バプテストは存続を保っているが、イギリスのジェネラル・バプテストはパティキュラー・バプテストに吸収されつつある。アメリカのパティキュラー・バプテストは奴隷制度に関する意見の対立以降、米国バプテスト同盟（旧称：北部バプテスト同盟；アメリカン・バプテスト）と南部バプテスト連盟とに分裂している。
日本には主に19世紀末にアメリカからパティキュラー・バプテストが伝わっているが、ジェネラル・バプテストによる宣教もなされている。その他に、アフリカや東欧・ロシア等への宣教もなされている。
ランドマーク・バプテストはプロテスタントを自称しない。

## 教義

### 聖書主義（福音主義）
マルティン・ルターが始めた福音主義よりも更に急進的な立場で根本的宗教改革（宗教改革急進派）とも言われ、聖書を唯一の信仰のよりどころとする聖書主義に立っている。保守派またはキリスト教根本主義の間では聖書の無誤性または聖書無謬説・逐語霊感説が支持されている一方、そうした説に立たない立場の日本バプテスト同盟・日本バプテスト連盟などでは聖書本文についてそのコンテクスト（文脈：書かれた背景）を大事にする高等批評的読み方が支持されている。

### 信仰者のバプテスマ（全浸礼）
バプテスマとは一般に洗礼と呼ばれる儀式のことであるが、バプテストでは特にこの時に全身を水に沈める（全浸礼）こと、または信仰告白を行うことが重要であるとする。バプテストの各個教会では、洗礼の語を避けて浸礼又はバプテスマと呼ぶことが多い。
従い、自覚的な信仰告白のできない新生児や乳幼児がバプテスマを受けること（幼児洗礼）を否定するのが特徴的である。故に、全浸礼によらない洗礼（滴礼等）をバプテスマと認めず、他教派（聖公会、ルター派、改革・長老派、メソジスト派、会衆派等の諸教派）で受洗しているキリスト者がバプテストの教会に転入を希望する場合にバプテスマを改めて求めるバプテスト教会もある。
ただし、信仰告白に基づいた洗礼（滴礼等）を受けたクリスチャンとして既に積み重ねられてきている信仰生活を確認した上で、再バプテスマを求めないで信仰告白により転入を認めるという立場を取る教会も最近は多い。更に近年では、教会によってはバプテスマを受けようとする志願者が高齢の場合や病床にあるという個別の事情により滴礼を執り行っている。また意思表示が出来ない障害のある者のバプテスマについても、積極的な議論がなされている。しかし、いずれの場合も教会の総意が必要とされている。

### 万人祭司
バプテストの群れでは、職務として牧師が説教と牧会を担うが、牧師も含めすべての信徒は身分においては平等であるとする万人祭司主義をとる。
特にバプテスト教会の草創期においては、信徒総会で承認さえされれば信徒であっても礼典の執行が行えたり、説教も行えたりできた。このバプテスト教会における信徒の立ち位置については、実質的に牧師が組織の中心となっていたプロテスタント教会の他教派からも批判されることがあったほどで、非常に斬新な取り組みであったことがわかる。当時、バプテスト教会で活躍した信徒指導者は、大学で神学を学んだわけでもなく、職人などの世俗的な仕事を兼ねていることも少なくなかった。そうした指導者の1人がウィリアム・キッフィンで、手工業者から貿易商人を経てパティキュラー・バプテストの牧師・指導者にもなり、1643年頃から亡くなる1701年まで貿易に従事しながらバプテスト教会の牧師として過ごした。

### 会衆政治（民主的な教会運営）
バプテスト教会は、牧師と信徒の間の身分的上下関係や区別はないとする。牧師と教会員（バプテスマを受けて教会のメンバーになった者）の働きの違いはあるが、教会運営は、教会員1人1人が平等な立場で参加した総会を中心として、責任ある話し合いによって教会の意思が決定される。

### 各個教会の自主独立
バプテスト教会は、各個教会が自主独立の主体で、教会間のいかなる支配関係も認めない立場に立っている。しかし各個教会は、相互に支配・従属の関係に立たず自主独立しているが、多くの教会が他の教会との協力を喜ぶ目的で、宣教の協力体を結成している。これら協力体は、各個教会に対して上位の機関ではないとしている。

### 教会と国家の分離（政教分離の原則）
バプテスト教会は、17世紀始めにいち早く政教分離の原則を主張したといわれている。キリストの支配する神の国（教会）と国家を区別し、国家は教会（宗教）のことに介入してはならないと表明した。これらの特徴は、現代にも受け継がれ、人間の平等、信教の自由、良心の自由という理念を求めてきたバプテストは、時代の統治者に対して正義と公平を提供することを求めてきたとされる。
教会自体が政治的活動に関わるかどうかは、教会それぞれ異なっている。日本バプテスト同盟、日本バプテスト連盟は政治的・社会的活動に積極的に関わっているが、保守バプテスト、バイブルバプテスト、日本バプテスト連合などは政治自体に関わらない傾向にある。

## 歴史

プロテスタント諸教派（聖公会、アナバプテストを含む）の系統概略

### 発祥：イギリス
ロバート・ブラウンにより始まった英国国教会分離派の思想は、やがてジェネラル・バプテストの母教会の牧師ジョン・スミス（スマイス）に受け継がれる。スミスはトマス・ヘルウィスに恩師として影響を与えたが、当時ウォーターランド派メノナイト（大陸再洗礼派）との合併を考えていたスミスが、ヘルウィスに対して具体的にどれだけの影響を与えたかは、教理史的議論の決着がなされていない。世俗の権威についての説をめぐる対立から、スミスはヘルウィスによって破門される。後にヘルウィスらは1612年、ロンドンでジェネラル・バプテストの教会を立てた。ジェネラル（普遍）の名は普遍救済説を採るところからくる。これによればキリストは万人の救いのために死んだと信じられる。
パティキュラー・バプテストは、元イングランド国教会司祭であったヘンリー・ジェイコブ牧師により発足した非分離派会衆主義教会から、より分離派的教会を求めて離脱した者らが、1642年に再浸礼を行って教会を新設したことにはじまった。この再浸礼は次のように伝えられている。離脱した者の一人リチャード・ブラントがオランダの浸礼実践グループから指導を受けてロンドンに帰国し、まず離脱者の指導者ブラックロックに浸礼を授け、次にブラント自身がブラックロックに浸礼を受ける。そして、この2人が他の51名に浸礼を授けたとされている。1644年に彼らは『第一ロンドン信仰告白』を公表した。
バプテストは当時イングランドで吹き荒れていた清教徒革命（イングランド内戦）でニューモデル軍に入り込み、イングランド共和国護国卿オリバー・クロムウェルの腹心でアイルランド総督チャールズ・フリートウッドが統治していたアイルランドを実質的に軍事支配した。しかし反カトリックなど過激な方向に走ったバプテストを危険視したクロムウェルの意向でフリートウッドが1655年にクロムウェルの息子ヘンリー・クロムウェルと交代させられるとバプテストは後援者を失い、過激派を遠ざけてアイルランドの安定を優先するヘンリーによりバプテストは排除された。
アイルランドから遠ざけられたとはいえバプテストはイングランド本国で宗教の要として扱われ、クロムウェルら独立派が推し進める宗教統合政策で、ピューリタン諸宗派の中でも独立派・長老派・バプテストを中心として、1654年に聖職者の資格審査と不適格とされた聖職者追放を担う審査委員会と追放委員会が設置、国教会に代わる国家教会制度が共和国で構想され重要性が増した。国家教会の周縁に国家から許された宗派を並立させることも重要視されたが、この構想はクエーカー・アナバプテスト・第五王国派など他の宗派から非難され、クエーカーは政府から弾圧されてもひるまず、娯楽を禁じる厳格な道徳政策は庶民の心を政府から離れさせ、従来の国教会の礼拝は密かに続けられ国家教会制度はあまり浸透しなかった。
やがて1658年にクロムウェルが死亡、息子のリチャード・クロムウェル（ヘンリーの兄）が軍の圧力で翌1659年で護国卿を辞任すると国家教会制度も終わり、1660年の王政復古で国教会が復活、バプテストは弾圧される立場に転落していった。1688年の名誉革命に伴う翌1689年の寛容法でバプテストは信仰の自由を認められたが、それは国教会の優位を前提として政府に忠誠を誓った上での条件付きだった。また同年にバプテストはロンドンで各地の教会代表を集めて総会を開催、1677年に制定した第二ロンドン信仰告白を教派として公認した。
18世紀ではパティキュラー・バプテストが増大、ジェネラル・バプテストの方は多くの信者がユニテリアン主義に変わり、残りは1770年に新組織を結成したが長く続かず、パティキュラー・バプテストと接触し1813年にバプテスト連合を結成した。そして1891年に両派は合体して現在に至る。

### アメリカ合衆国
北米では、アメリカ合衆国に主に伝わり、19世紀半ば、奴隷問題をめぐって南部と北部に分裂した。
19世紀、米国のパティキュラー・バプテスト派は、3年毎に招集される定期総会（トライエニアル・コンヴェンション）において、奴隷問題と国外伝道政策を議題として取り上げた。1844年12月17日の定期総会では、奴隷所有者（slave master）が宣教師採用に出願した場合、「われわれは彼を任命することはできない。確実なこととして、われわれは決して奴隷制度に賛成を暗示するようないかなる協定にも関係することはできない」と明言した。これに対し、南部のバプテスト信者は、従来の定期総会の決議を覆すものだと強く反対し、1845年に定期総会から分離して「南部バプテスト連盟」を組織した。
一方、定期総会に立脚した側は、「アメリカ・バプテスト宣教連合」を組織し、1907年に米国のバプテストの諸教団が合同し「北部バプテスト大会」、1950年「アメリカ・バプテスト大会」、1972年「アメリカ合衆国におけるアメリカ・バプテスト教会（ABC/USA : American Baptist Church in USA）」と改名して現在にいたる。
19世紀初期から、黒人（アフリカ系アメリカ人）バプテスト系の少人数の組織が存在し、1860年代には黒人バプテストの州連盟が組織されるようになる。1895年これらはナショナル・バプテスト連盟を結成、現在は米国ナショナル・バプテスト連盟、アメリカのナショナル・バプテスト連盟、進歩主義ナショナル・バプテスト連盟のアフリカ系米国人バプテスト連盟の成立に至っている。近年、これらのアフリカ系米国人バプテストの諸教会は、アメリカ・バプテスト教会や南部バプテスト連盟の諸教会と提携するようになった。
南部バプテスト連盟は、米国南部において実質上国教化したといわれるほどに成長し、現在の教勢は米国の北部、さらにカナダにまで及んでいる。しかし、アメリカ・バプテスト教会の教勢は、南部バプテスト連盟とは対照的に米国北部地域にほぼ限定されている。なお、南部バプテスト連盟は、2004年6月16日の年次総会において、世界バプテスト連盟からの脱退を正式に決定した（キリスト新聞より）。
2006年には進歩派の「新バプテスト連盟」（New Baptist Covenant）がジミー・カーター元大統領などによりスタートしている。

### 日本
日本のバプテストは、プロテスタント諸教派の中でも比較的早くに成立している。歴史的事情とりわけ宣教師を派遣している宣敎母体により、幾つかの組織に分かれる。
1873年（明治6年）にアメリカ・バプテスト宣教連合（後「北部バプテスト」）は、ネイサン・ブラウンとジョナサン・ゴーブル両宣教師を日本に派遣している。同年に、横浜第一浸礼教会（現在、日本バプテスト横浜教会）が設立される。これは、日本における2番目のプロテスタント教会となる。1884年には横浜バプテスト神学校（現在の関東学院大学の母体）を設立する。この流れは、現在の日本バプテスト同盟・教団新生会につながっている。
1878年（明治11年）にイギリスのバプテストの宣教団体であるイギリス・バプテスト伝道会社（BMS World Mission）は日本教区を設立する。そして、その年の12月に、W・J・ホワイトが日本に派遣される。1886年にイーヴィスが派遣され、アメリカ・バプテスト宣教連合と協力して日本宣教を行う。1890年（明治23年）、アフリカ伝道に専念するために、日本宣教を打ち切り、日本教区を、アメリカ・バプテスト宣教連合の教区と統合する。
南部バプテスト連盟からは1889年（明治22年）に初めて、マッコーラム、ブランソンの二宣教師が来日している。これに先立ち1860年に日本に宣教師が派遣されるが、太平洋上で難破して行方不明となっている。来日している二人とその家族は神戸に上陸して日本語を学習して、九州を中心に宣教している。又1916年（大正5年）には宣教師C. K. ドージャーが、福岡にキリスト教主義学校西南学院（現在の西南学院大学の母体）を設立している。これは、現在の日本バプテスト連盟につながっている。
1941年（昭和16年）に日米開戦の見込みが深まる中で、主にアメリカ合衆国籍の宣教師逹は帰国してゆく。最後まで留まった者（ドージャー）も、1942年（昭和17年）には交換船で帰国している。しかし、日本に留まった宣教師もおり、終戦まで軟禁状態に置かれていた。
1941年に日本の国策により教会合同がなされて、プロテスタントの諸教派の多くは日本基督教団に合流してゆく（バプテストは、第四部）。これは日本の敗戦後も続くが、1947年（昭和22年）に南部バプテスト連盟系の旧日本バプテスト西部組合加盟教会の内16個が離れて「日本バプテスト連盟」を結成している。1958年（昭和33年）には、アメリカン・バプテスト系の旧日本バプテスト東部組合加盟教会の一部も離れて「日本バプテスト同盟」を結成する。日基教団内に残っている北部バプテスト同盟系の旧日本バプテスト東部組合加盟教会は、日本基督教団内の一グループとして「教団新生会」を結成している。
沖縄県には1891年(明治24年)、現在の米国バプテスト同盟により伝道師として原三千之助と岡本勇とが派遣されて教会や講義所が建設される。これらの建物は、沖縄戦の中で失われている。戦いの後に教会等は再建や新設されて、1955年（昭和30年）には「沖縄バプテスト連盟」が結成される。沖縄バプテスト連盟の発展には米国バプテスト同盟と日本バプテスト同盟の他にも、南部バプテスト連盟や日本バプテスト連盟の支援を受けている。その為に1970年（昭和45年）には、両系列団体の了解を得てどちらにも所属しないことを決議してそれぞれと関係を保ちつつ独立のバプテスト教派グループとして存続している。
これらの流れとは別に、バプテストを称する群れには日本バプテスト・バイブル・フェローシップ等が在る。これは1949年に、米国バプテスト・バイブル・フェローシップ諸教会から宣教師が派遣されて始まったものである。他には、保守バプテスト同盟・単立バプテスト・日本福音同盟に加盟している日本バプテスト教会連合、自らをプロテスタントと規定していない日本バプテスト連合等が在る。

## 日本に在るバプテストの教派グループ
- 日本バプテスト連盟　…米国南部バプテスト連盟系、NCC、世界バプテスト連盟に加盟。
- 日本バプテスト同盟　…米国北部バプテスト同盟系、NCC、世界バプテスト連盟に加盟。
- 沖縄バプテスト連盟　…米国北部バプテスト同盟系、米国南部バプテスト連盟系。
- 教団新生会－日本基督教団内に在るバプテストの団体。　…米国北部バプテスト同盟系。
- 日本ローア・バプテスト・フェローシップ　…身体障害者（聾唖）のバプテスト教会。
- 万国デフ・バプテスト教会　…身体障害者（言語障害）のバプテスト教会。
- 日本バプテスト宣教団　…南北の宣教団どちらにも在る。
- 日本バプテスト教会連合
- 福音バプテスト連合　（高岡バプテスト教会）
- 保守バプテスト同盟
- 日本福音教会
- 山形福音伝道隊

ゼネラル・バプテスト
- 福音バプテスト宣教団

改革派バプテスト
- 東京聖書教会、この他、関連の単立教会として全国に数カ所

バプテスト・バイブル・フェローシップ・インターナショナル（BBFI）
- 日本バプテスト・バイブル・フェローシップ (JBBF)

ランドマーク派
- 日本バプテスト連合　…アナバプテストの系譜を受け継ぐ単立バプテストの下部組織・協力団体。自らをプロテスタントと規定していない。

インディペンデント・バプテスト（独立系バプテスト）
- バプテスト国際宣教団
- 万国バプテスト宣教協会
- バプテスト・ミド・ミッション
- （単立主義のバプテスト諸教会、全国各地に所在）

その他、セクト系
- ベレヤ運動 = 聖楽バプテスト教会

## 補足説明
- バプテスト派の教会は、この日本では特定の教派に属さない単立教会や、日本福音教会加盟教会のように聖霊派の教会[要出典]もある。
- バプテスト派の教会の中には、日本バプテスト連合などのように「聖書にある初代教会（原始教会）の正統な継承者はバプテストである」と主張し、自らをプロテスタントの一派と位置づけない教会や教団も少数ながらある（ランドマーク・バプテスト）。
- セブンスデー・アドベンチスト（SDAキリスト教会）も、米国バプテスト教会の流れにあり、かつては「セブンスデー・バブテスト」を名乗っていた。かつてはプロテスタント運動とは無関係という立場で一線を画していたが、現在ではプロテスタントの一派であると位置づけ穏健路線をとっている。